# 1946 în informatică
- 1945 în informatică — 1946 în informatică — 1947 în informatică

1946 în informatică a însemnat o serie de evenimente noi notabile:

## Evenimente
- 15 februarie: este prezentat ENIAC, presa etichetându-l drept un „creier uriaș”.